# Very Long Baseline Array

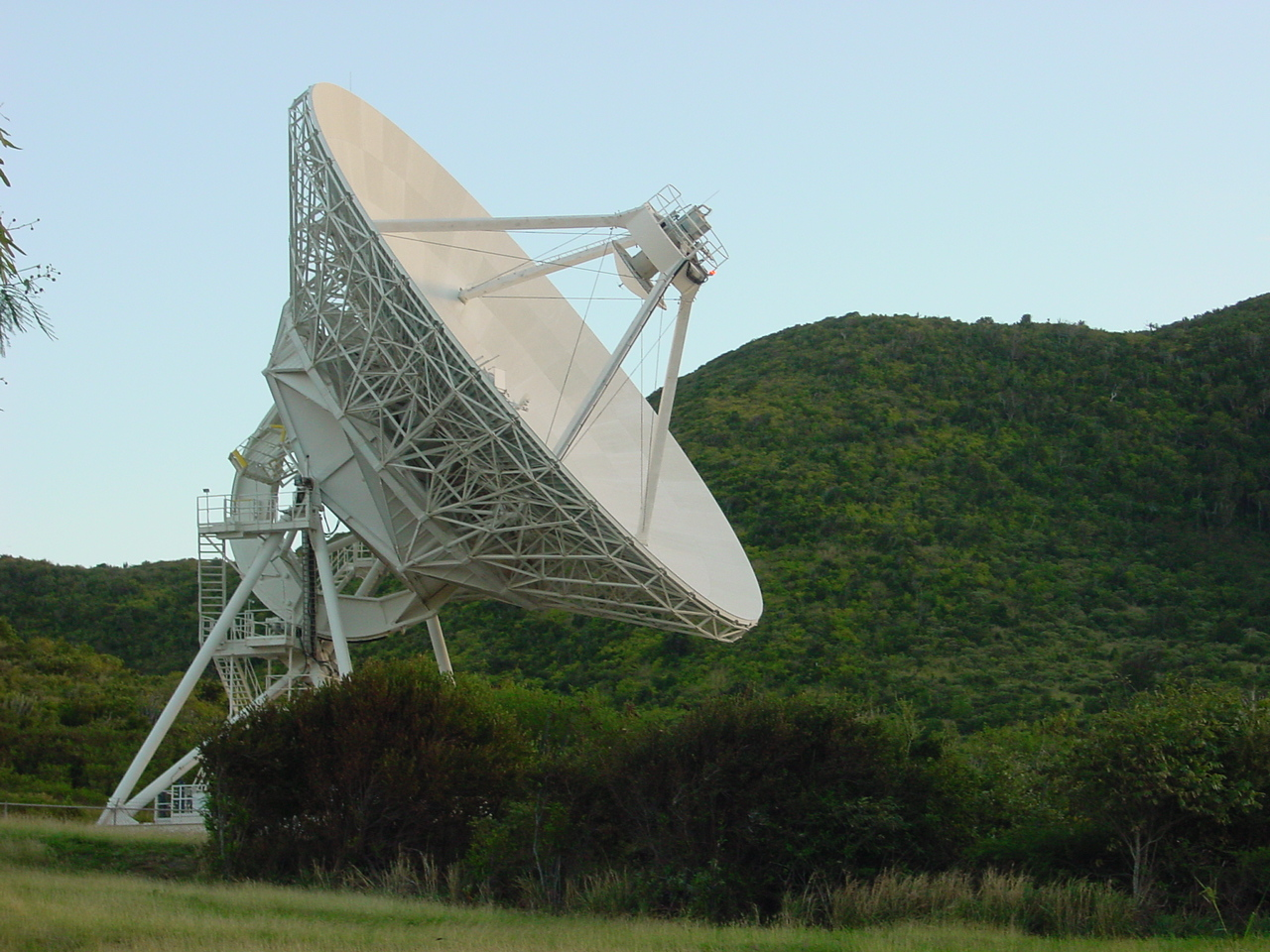
De VLBA telescoop op Saint Croix

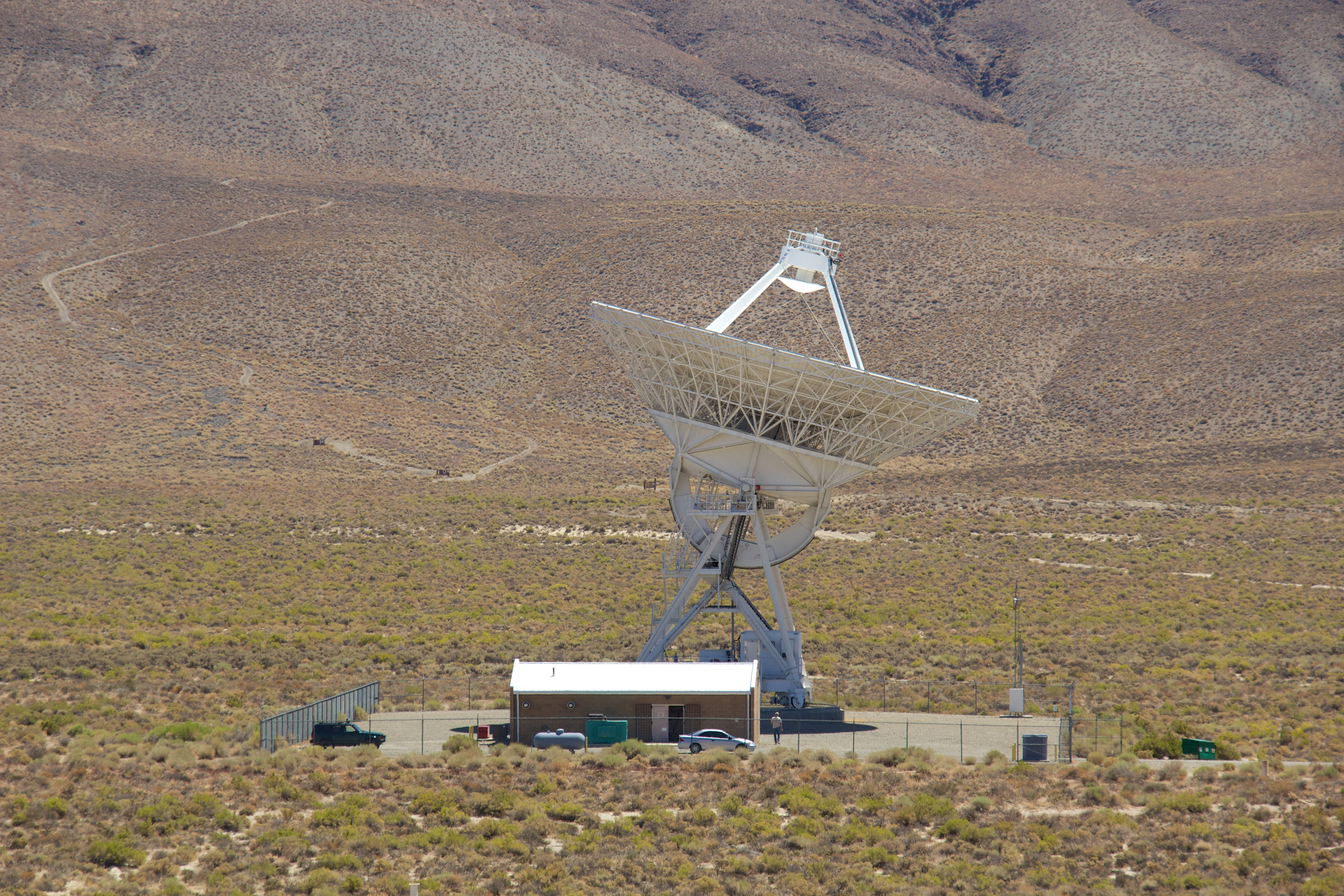
De VLBA telescoop in Owens Valley

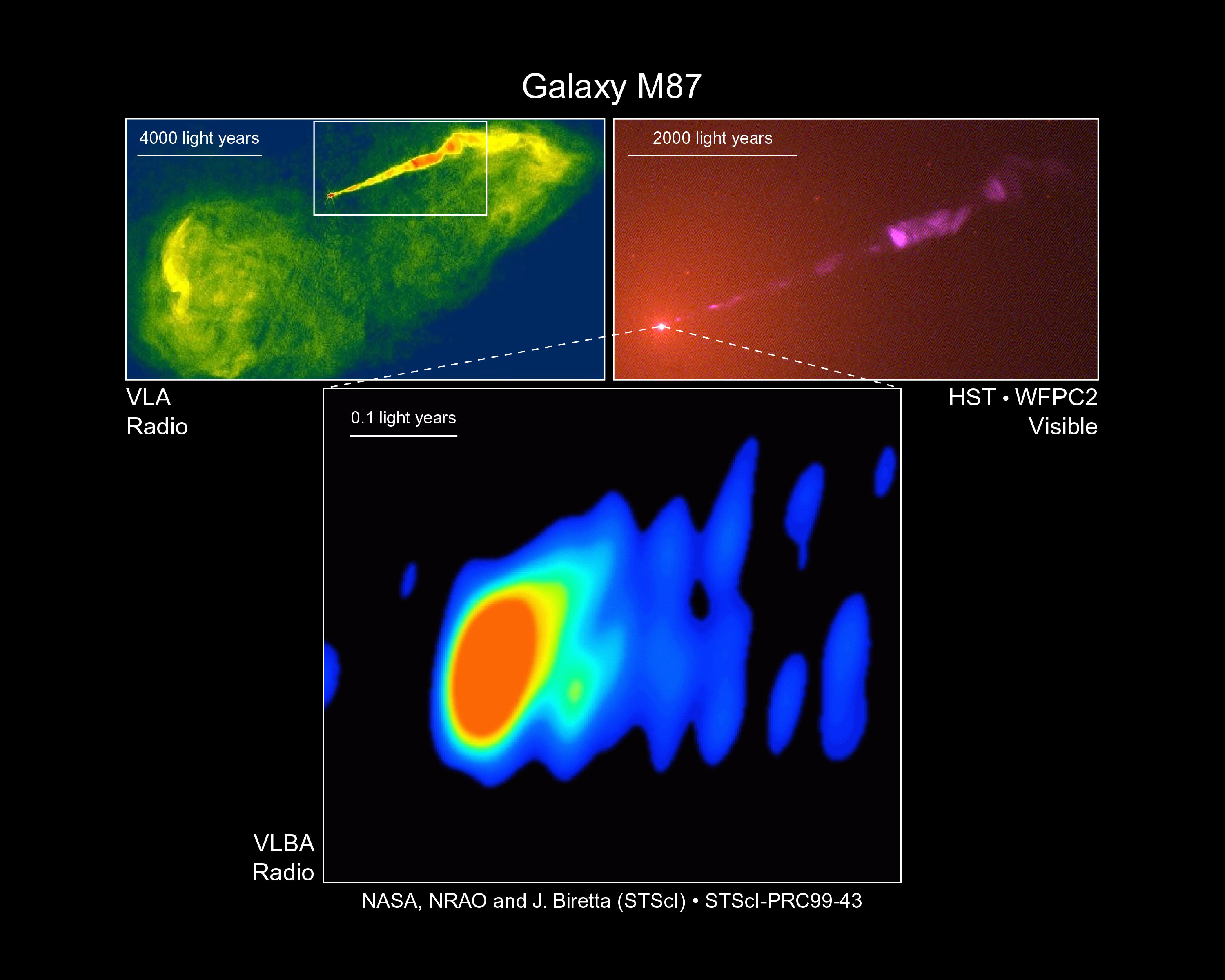
VLA (linksboven), HST (rechtsboven) en VLBA metingen van Messier 87

Het Very Long Baseline Array (VLBA) is een interferometer bestaande uit tien radiotelescopen die bestuurd worden vanuit Socorro (New Mexico). Het VLBA maakt deel uit van het National Radio Astronomy Observatory (NRAO). De tien telescopen werken samen door middel van Very-long-baseline interferometry.
De bouw van het VLBA begon in februari 1986 en werd voltooid in mei 1993. De eerste astronomische waarnemingen met alle tien telescopen zijn gedaan op 29 mei 1993. De kosten van de bouw van het VLBA waren 85 miljoen dollar.
Elke ontvanger van het VLBA bestaat uit een radiotelescoop met een diameter van 25 meter (gewicht 218 ton), en een gebouwtje waarin zich de elektronica en computers voor besturing en data opslag bevinden. De metingen krijgen een 'tijdstempel' met behulp van een atoomklok en worden opgestuurd naar Socorro waar ze in het Pete V. Domenici Science Operations Center verder verwerkt worden. Hierbij wordt rekening gehouden met kleine afwijkingen in de rotatie van de aarde en met bewegingen van de aardkorst.
Metingen met het VLBA kunnen gedaan worden in acht banden met golflengtes tussen 3 mm en 90 cm (frequentie 96 - 0,3 GHz), afhankelijk van het object waarin men geïnteresseerd is.

## Telescopen
De tien VLBA telescopen bevinden zich in:
- Mauna Kea-observatorium, Hawaï
- Owens Valley Radio Observatory, bij Big Pine, Californië
- Brewster, Washington
- North Liberty, Iowa
- Hancock, New Hampshire
- Kitt Peak National Observatory, Arizona
- Pie Town, New Mexico
- Fort Davis, Texas
- Los Alamos, New Mexico
- Saint Croix, Amerikaanse Maagdeneilanden

De langste basislijn (afstand tussen twee telescopen) van het VLBA is 8611 km (Mauna Kea - Saint Croix).

## High-Sensitivity Array
Voor hogere resolutie en/of gevoeligheid kunnen ook VLBI metingen gedaan worden in samenwerking met andere telescopen: de Arecibo telescoop in Puerto Rico, de Green Bank Telescope in West Virginia, het Very Large Array (VLA) in New Mexico, en de Radiotelescoop Effelsberg in Duitsland. Dit wordt het High-Sensitivity Array genoemd. 